# Христо Симидов
Христо Симидов е български революционер, войвода на Вътрешната македоно-одринска революционна организация.

## Биография
Христо Симидов е роден на 9 март 1884 година в град Узункьопрю в Османската империя. завършва българската мъжка гимназия в Одрин през 1903 година, в която се присъединява към ВМОРО и е секретар на революционния кръжок там. В 1906-1907 година преподава в родния си град и е член на Узункьопрюйския околийски революционен комитет.
При избухването на Балканската война в 1912 година е доброволец в Македоно-одринското опълчение във 2 рота на 3 солунска дружина.
След Първата световна война участва в създаването на Тракийската организация в Пловдив през 1920 година. През 1934 година е избран за председател на Пловдивското дружество.